# Alfa-Metiltriptamin
α-Metiltriptamin (αMT, AMT, Indopan) je psihodelik, stimulans, i entaktogeni lek iz triptaminske klase. On je originalno razvijen kao antidepresiv tokom 1960-tih.